# Prasophyllum unicum
Prasophyllum unicum är en orkidéart som beskrevs av Herman Montague Rucker Rupp. Prasophyllum unicum ingår i släktet Prasophyllum och familjen orkidéer. Inga underarter finns listade i Catalogue of Life.